# Merze von Kriftel

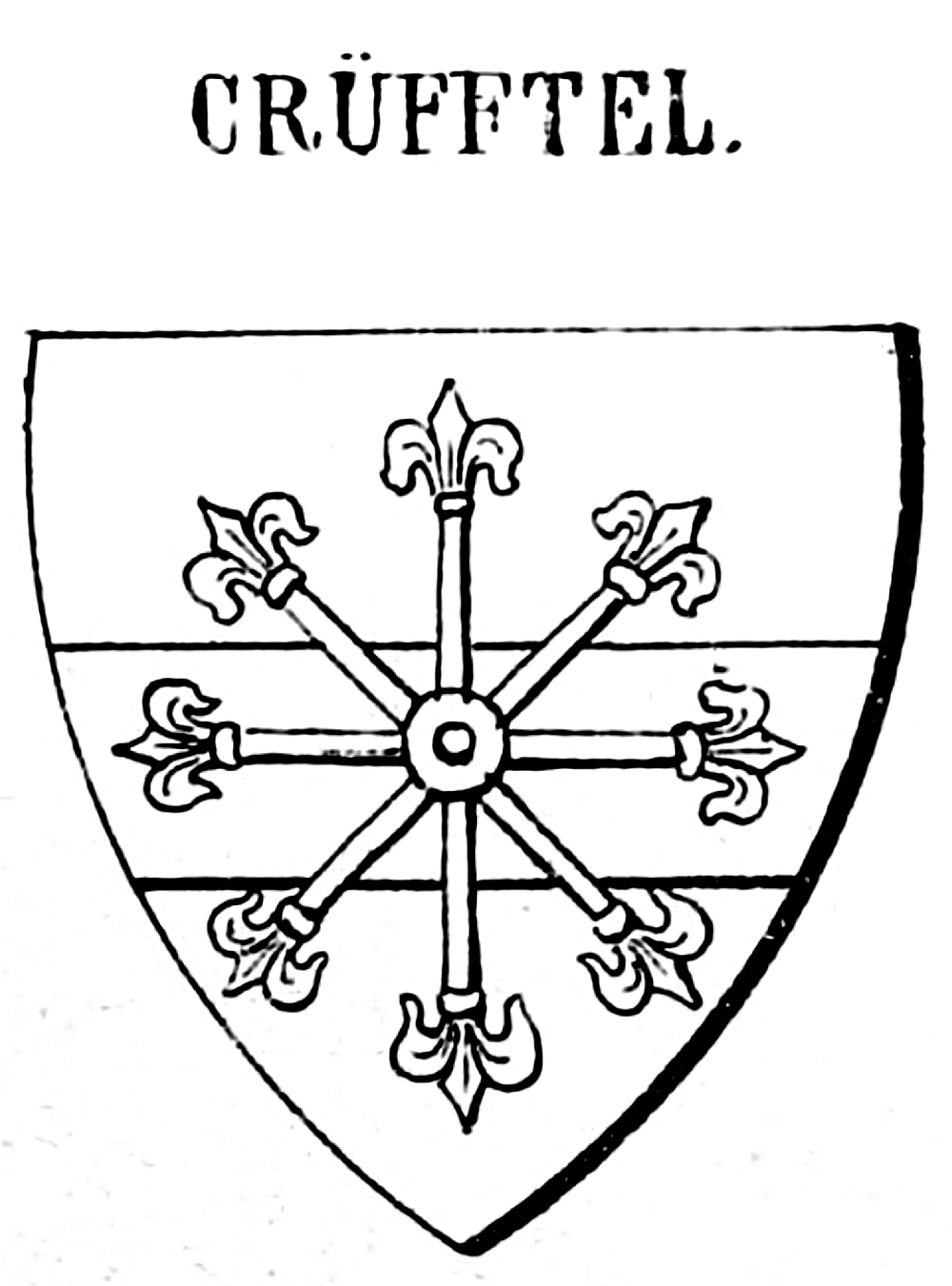
Wappen derer von Crüftel

Die Herren von Crüftel waren um 1200 ein ursprünglich freies adeliges Geschlecht mit größerem Grundbesitz in der Wetterau.
Sie gaben spätestens ihren edelfreien Stand auf, um als Ritter Merze von Kriftel gegen Ende des 13. Jahrhunderts sich in Dienste der Nassauer Grafen zu begeben. Im Jahr 1441 erlosch das am Ende hochverschuldete Geschlecht Kriftel.

## Geschichte
Auf einer Urkunde aus dem Jahr 1198 von Kuno I. von Münzenberg ist die Unterschrift und das Siegel des Cunradus de Cruftelo als erstem Zeugen zu finden. Sein Vater Eberwinus wird erst in einer jüngeren Urkunde erwähnt, Kuno (Cunradus, Konrad) und Erwin (Eberwin, Euerwin) waren lange Leitnamen des Geschlechts. Weitere Urkunden bestätigen alteingesessenen Besitz in [[Friedberg], bei [Butzbach]], Rockenberg und Güter bei Mainz. Nicht zum Besitz gehörte eindeutig der Ort Kriftel, da dieser staufisches Königsgut war. Nach Karl Bosl ist Konrad von Kriftel nicht eindeutig zu den staufischen Reichsministerialen zu zählen, sondern zum ursprünglich freien Adel. Dafür sprachen die offensichtlich standesgemäßen Ehen der Töchter des Konrad mit edelfreien Herren, wie dem Winter von Kalsmunt (edelfreies Geschlecht Bicken-Kalsmunt) und dem Konrad von Wilnsdorf. Die Herren von Wilnsdorf wurden erst nach längeren Fehden 1340 Vasallen der Grafen von Nassau.

Für 1252 zählt Karl Bosl die Familie Kriftel bei den rechtmäßigen Burgmannen der Reichsburg Kalsmunt auf, die auch den Burggrafen stellen durften.

Der Kriegseinsatz der freien Herren von Crüftel wurde mit einem Sold (Gehalt) entlohnt, der lateinische Begriff für Sold ist Merces. So wurde um 1315 aus den Herren von Crüftel die Ritter Mercz von Crüftel (die Merzen von Crüftel) oder auch Merzonis Militis de Croftela, teilweise wurden diese auch nur noch Ritter Merz genannt. Als Geschlecht Merze(n) wurde Johann(es) zum Leitnamen.

Die Hauptlinie (Stammlinie) führte spätestens seit 1315 immer als Namen Merzonis, die Nebenlinien jüngerer Söhne meistens nur von Crüf(f)tel. Über diese ist aber keine Sekundärliteratur zu finden. Es existieren verschiedene Urkunden, in denen ein von Crüftel (Kroftel) direkt hinter den Grafen und vor den Rittern testierte, dies unterstreicht auch, dass das Geschlecht edelfreien Ursprungs wäre.

Gegen Ende des 13. Jahrhunderts wurden die Merze  Nassauische Gefolgsleute und auf den Burgen der Nassauer Grafen als Burgmannen und Burggrafen eingesetzt.
Im Jahre 1441 starben die Merzen von Crüftel (Kriftel) aus, da sich kein männlicher Erbe für den Namen von Kriftel und den damit verbundenen verschuldeten Erblehen fand.

## Namensvarianten
Die Entwicklung ging über die Formen de Cruftelo und de Cruftele über Croftel zu Crüf(f)tel. In niederländischer und englischer Literatur werden diese dann durchweg Cruftel oder Crüftel genannt. Die Bezeichnung Kriftel ist wohl eine Erfindung deutscher Schriftsteller, die diesen an die Entwicklung des Ortsnamens Kriftel im 19. Jahrhundert anglichen.
Für die Titelerweiterung wurden verschiedenste Formen verwendet. Der erste Namensträger hatte im Siegel Joanni Merzonis Milites de Cruftele und als Unterschrift Merze de Cruftele. In Schreiben des Erzbischofs von Mainz (ab 1383) wird Merze von Krofftel verwendet.
Der Hauptmann von Friedberg nannte sich selbst handschriftlich Ritter Mercz oder Ritter Mircz. Andere übliche Schreibweisen waren Merzo, Merzen, Merzonis, Mertz und Merts, eher unüblich waren Merc und Mercen.
In verschiedenen Genealogien findet man Merz (selten Mertz) von Crüftel, von Cruftel und von Kruftel.

## Wappen / Siegel
Das mutmaßliche Siegel um 1220 des Cunradus de Cruftelo wird folgender Maßen beschrieben:

Das Siegel ist zirkelrund und stellt drei aufrecht stehende, im Kreise gehende Löwen dar, deren Köpfe in einem Kopf in der Mitte des Siegels vereinigt sind.
Auf der Grabplatte der Katharina Merze von Crüftel († 1473) ist auf einem Wappen, zweimal geteilt, ein Glevenrad zu erkennen.